# Смоница (Ђаковица)
Смоница (алб. Smolicë) је насељено место у општини Ђаковица, на Косову и Метохији. Према попису становништва из 2011. у насељу је живело 493 становника.

## Становништво
Према попису из 2011. године, Смоница има следећи етнички састав становништва:
| Националност | 2011.        |
| Албанци      | 490 (99,40%) |
| Бошњаци      | 1 (0,20%)    |
| недоступно   | 2 (0,40%)    |
| Укупно       | 493          |

| Демографија | Демографија | Демографија |
| Година      | Становника  | Становника  |
| ----------- | ----------- | ----------- |
| 1948.       | 351         |             |
| 1953.       | 332         |             |
| 1961.       | 377         |             |
| 1971.       | 456         |             |
| 1981.       | 621         |             |
| 1991.       | 737         |             |
| 2011.       | 493         |             |